# 廉州府
廉州府，明朝时设置的府。

廉州府在广东省的位置（1820年）

元朝设廉州路，屬海北海南道宣慰司。明朝洪武元年（1368年）改廉州路置，治所在合浦县（今属广西壮族自治区合浦县）。辖境相当今广西壮族自治区北海、钦州及合浦、浦北、防城、灵山等市县地。洪武七年十一月降為州。洪武九年屬雷州府。洪武十四年五月復為府。領州一，縣二。合浦縣、欽州、靈山縣。又有石康縣，成化八年省。清朝属广东省。1912年废。

## 延伸阅读
[在维基数据编辑]
 《欽定古今圖書集成·方輿彙編·職方典·廉州府部》，出自陈梦雷《古今圖書集成》